# Herzberg (Mecklenburg)
Herzberg (Mecklenburg) este o comună din landul Mecklenburg-Pomerania Inferioară, Germania.